# Copa de Clubes de la CECAFA 1983
La Copa de Clubes de la CECAFA 1983 fue la décima edición de ese torneo de fútbol a nivel de clubes de África organizado por la CECAFA y que contó con la participación de 7 equipos representantes de África Oriental y África Central, un equipo menos que en la edición anterior.
El campeón defensor AFC Leopards de Kenia venció al ADMARC Tigers de Malawi en la final disputada en Zanzíbar para ganar el título por tercera ocasión, segunda de manera consecutiva y cuarta consecutiva para los equipos de Kenia.

## Fase de grupos

### Grupo A
| ADMARC Tigers  | 1-0 | KMKM           |
| Tornados FC    | 0-4 | Pan African FC |
| Pan African FC | 1-1 | ADMARC Tigers  |
| KMKM           | 2-1 | Tornados FC    |
| Tornados FC    | 1-1 | ADMARC Tigers  |
| Pan African FC | 1-2 | KMKM           |

| Club           | G | E | P | GF | GC | Pts |
| -------------- | - | - | - | -- | -- | --- |
| KMKM           | 2 | 0 | 1 | 4  | 3  | 4   |
| ADMARC Tigers  | 1 | 2 | 0 | 3  | 2  | 4   |
| Pan African FC | 1 | 1 | 1 | 6  | 3  | 3   |
| Tornados FC    | 0 | 1 | 2 | 2  | 7  | 1   |

### Grupo B
| AFC Leopards | 2-1 | Gor Mahia    |
| Gor Mahia    | 0-1 | Villa SC     |
| Villa SC     | 2-0 | AFC Leopards |

| Club         | G | E | P | GF | GC | Pts |
| ------------ | - | - | - | -- | -- | --- |
| Villa SC     | 2 | 0 | 0 | 3  | 0  | 4   |
| AFC Leopards | 1 | 0 | 1 | 2  | 3  | 2   |
| Gor Mahia    | 0 | 0 | 2 | 1  | 3  | 0   |

## Semifinales
| Equipo 1 | Resultado | Equipo 2      |
| -------- | --------- | ------------- |
| Villa SC | 1-2       | ADMARC Tigers |
| KMKM     | 0-3       | AFC Leopards  |

## Tercer lugar
| Equipo 1 | Resultado | Equipo 2 |
| -------- | --------- | -------- |
| Villa SC | 0-1       | KMKM     |

## Final
| Equipo 1      | Resultado | Equipo 2     |
| ------------- | --------- | ------------ |
| ADMARC Tigers | 1-2       | AFC Leopards |

## Campeón
| Copa de Clubes de la CECAFA 1983 |
| -------------------------------- |
| Bandera de Kenia                 |
| AFC Leopards 3º Título           |